# پیادا اینتهوونگ
پیادا اینتهوونگ (به انگلیسی: Piyada Inthavong) (زاده ۱۳ نوامبر ۱۹۹۲) مدل لائوسی است.
او یک زن ترنس است.